# Péptido YY
El péptido YY es un polipeptido de 36 aminoácidos liberado por las células del colon en respuesta a la alimentación. En humanos parece reducir el apetito.
También se conoce como PYY, Péptido Tirosina Tirosina, o Péptido Pancreático YY3-36.

## Estructura
El péptido YY está relacionado con la familia de los péptidos pancreáticos por tener 18 de sus 36 aminoácidos ubicados en la misma posición que un péptido pancreático. Existen dos formas principales del péptido YY: PYY1-36 y PYY3-36 que tienen un motivo pliegue estructural PP. Sin embargo, la forma más común de inmunorreactividad PYY en circulación es el PYY3-36, que se une al receptor Y2 (Y2R) de la familia de receptores Y. El péptido YY3-36 (PYY) es un polipéptido lineal que consiste de 36 aminoácidos con una homología estructural con un neuropéptido Y y un polipéptido pancreático.

## Producción
El PYY es encontrado en las  "células L" de la mucosa del tracto digestivo, especialmente en el íleon y el colon. También hay una pequeña cantidad de PYY, alrededor de 1-10%, en el esófago, estómago, duodeno y yeyuno. Además, el PYY es producido por una discreta población de neuronas en el tronco encefálico, específicamente ubicadas en el núcleo gigantocelular reticular del bulbo raquídeo. En 2008 Gustavsen encontró células productoras de PYY en los islotes de Langerhans, observadas o solas o co-ubicadas con glucagón o PP en páncreas de rata.

## Secreción
Además de su secreción postprandial en respuesta a la ingestión de grasas —el estímulo más potente por gramo de nutriente— y proteínas, el péptido YY (PYY) también puede ser estimulado por el consumo de fibra dietética fermentable y alimentos de alto volumen. La fibra, al alcanzar el colon, es fermentada por la microbiota intestinal, generando ácidos grasos de cadena corta (AGCC) como el propionato y el butirato. Estos compuestos activan receptores en las células L del íleon y colon, induciendo la liberación de PYY. Aunque la liberación inducida por fibra es menos aguda que la provocada por las grasas, puede ser más sostenida y relevante en el contexto de dietas basadas en vegetales ricos en almidón y fibra, contribuyendo así a una mayor sensación de saciedad a través del eje fermentación–AGCC–PYY.

## Liberación
La secreción del péptido YY está mediada por el reflejo neural y por el contacto directo de los nutrientes con la mucosa. La ingesta de grasas promueve una mayor secreción de PYY3-36 que la ingesta de los carbohidratos o las proteínas.

Las concentraciones de PYY en circulación incrementan postprandialmente (después de la ingesta de comida) y disminuyen con el ayuno.

## Función
El PYY ejerce su función a través del receptor de neuropéptido Y, presente en sus células blanco, que inhibe la motilidad gástrica e incrementa la absorción de agua y electrólitos en el colon. El PYY también podría suprimir la secreción pancreática. Es secretado por las células neuroendocrinas L en el íleon y el colon en respuesta a una comida, y se ha demostrado que reduce el apetito. El PYY al disminuir la tasa de producción de ácido clorhídrico en el estómago, hace que el quimo tenga más eficacia en su reabsorción.
Investigaciones también han indicado que el PYY podría ser útil en la eliminación de aluminio acumulado en el cerebro.[cita requerida]

## Estudios en animales
Varios estudios han mostrado que la administración periférica aguda de PYY3-36 inhibe la alimentación de roedores y primates. Se han hechos estudios sobre ratones knockout-Y2R, y los resultados revelaron que no hay efectos anorexígenos en ratones knockout-Y2R. Estos descubrimientos indican que el PYY3-36 tiene efectos anorexígenos (disminuyentes del apetito), mediados por el Y2R. Se han realizado algunos estudios para investigar el efecto del PYY en ratones. Ratones knockout-PYY hembras incrementaron su peso corporal y masa grasa. Por otro lado, ratones knockout-PYY, son resistentes a la obesidad pero tienen mayor masa grasa y una menor tolerancia a la glucosa cuando son alimentado con dietas altas en grasa, comparado con los ratones de control. Por lo tanto el PYY también juega un rol muy importante en la homeostasis de la energía al balancear la ingesta de comida.

## Relevancia con la obesidad
La leptina también reduce el apetito en respuesta a la alimentación, pero la gente obesa desarrolla una resistencia a la leptina. También se ha sabido que la gente obesa secreta menos PYY que la gente no obesa. Por otra parte, se ha intentado usar la PYY directamente como medicamento para la pérdida de peso y ha tenido cierto éxito. Los investigadores notaron que la ingesta calórica durante un almuerzo bufet ofrecido después de dos horas de una infusión de PYY fue reducida en un 30 por ciento en sujetos obesos (P<0.001) y 31 por ciento en sujetos delgados (P<0.001).
Mientras que algunos estudios muestran que la gente obesa tiene menores niveles de PYY circulante postprandialmente, otros estudios han informado que la gente obesa tiene los mismos efectos anorexígenos del PYY3-36. Además, la gente obesa y no obesa no tienen diferencias en la concentraciones de PYY. Por lo tanto, la reducción en la secreción de PYY no podría ser una de las causas de la obesidad. Sin embargo, los efectos anorexígenos del PYY podrían ser parte de un medicamento contra la obesidad en el futuro.
Una investigación hecha en 2006 mostró que el consumo de proteína incrementa los niveles de PYY, por ende algunos beneficios fueron observados en sujetos experimentales en términos de reducción del hambre y la promoción de la pérdida de peso. Esto podría explicar la pérdida de peso experimentada en las dietas altas en proteínas.
Las isoflavonas de soja muestran similitudes estructurales y funcionales al estradiol. Los datos disponibles indican que el estradiol y los componentes parecidos al estradiol podrían interactuar con las "hormonas de saciedad" del intestino tales como el péptido YY (PYY) y la grelina, y por ello influenciar el peso corporal. En un ensayo cruzado, aleatorio, doble ciego, controlando el placebo, con 34 mujeres posmenopáusicas (59 ± 6 años, IMC: 24.7 ± 2.8 kg/m²), se consumieron barras de cereal enriquecidas con isoflavonas (50 mg isoflavonas/día; razón 2:1 genisteína a daidzeína) o barras no enriquecidas por 8 semanas (periodo de eliminación: 8-semanas). Diecisiete de las sujetas fueron clasificadas como productoras de equol (isoflavonoide metabolizado de la daidzeína). Se midieron las concentraciones de grelina y PPY, como también la ingesta de energía y peso corporal al inicio del estudio y después de cuatro y ocho semanas.

## Lectura adicional (en inglés)
- Ekblad E, Sundler F (2002). «Distribution of pancreatic polypeptide and peptide YY». Peptides 23 (2): 251-61. PMID 11825640. doi:10.1016/S0196-9781(01)00601-5.
- Sandström O, El-Salhy M (2002). «Ontogeny and the effect of aging on pancreatic polypeptide and peptide YY». Peptides 23 (2): 263-7. PMID 11825641. doi:10.1016/S0196-9781(01)00603-9.
- Yang H (2002). «Central and peripheral regulation of gastric acid secretion by peptide YY». Peptides 23 (2): 349-58. PMID 11825649. doi:10.1016/S0196-9781(01)00611-8.
- Naruse S, Kitagawa M, Ishiguro H, Hayakawa T (2002). «Feedback regulation of pancreatic secretion by peptide YY». Peptides 23 (2): 359-65. PMID 11825650. doi:10.1016/S0196-9781(01)00612-X.
- Aponte GW (2002). «PYY-mediated fatty acid induced intestinal differentiation». Peptides 23 (2): 367-76. PMID 11825651. doi:10.1016/S0196-9781(01)00613-1.
- Hagan MM (2002). «Peptide YY: a key mediator of orexigenic behavior». Peptides 23 (2): 377-82. PMID 11825652. doi:10.1016/S0196-9781(01)00614-3.
- Mannon PJ (2002). «Peptide YY as a growth factor for intestinal epithelium». Peptides 23 (2): 383-8. PMID 11825653. doi:10.1016/S0196-9781(01)00615-5.
- Tseng WW, Liu CD (2002). «Peptide YY and cancer: current findings and potential clinical applications». Peptides 23 (2): 389-95. PMID 11825654. doi:10.1016/S0196-9781(01)00616-7.
- El-Salhy M, Suhr O, Danielsson A (2002). «Peptide YY in gastrointestinal disorders». Peptides 23 (2): 397-402. PMID 11825655. doi:10.1016/S0196-9781(01)00617-9.
- Imamura M (2002). «Effects of surgical manipulation of the intestine on peptide YY and its physiology». Peptides 23 (2): 403-7. PMID 11825656. doi:10.1016/S0196-9781(01)00618-0.
- Beglinger C, Degen L (2007). «Gastrointestinal satiety signals in humans--physiologic roles for GLP-1 and PYY?». Physiol. Behav. 89 (4): 460-4. PMID 16828127. doi:10.1016/j.physbeh.2006.05.048.
- Eberlein GA, Eysselein VE, Schaeffer M, et al. (1989). «A new molecular form of PYY: structural characterization of human PYY(3-36) and PYY(1-36)». Peptides 10 (4): 797-803. PMID 2587421. doi:10.1016/0196-9781(89)90116-2.
- Facer P, Bishop AE, Cole GA, et al. (1989). «Developmental profile of chromogranin, hormonal peptides, and 5-hydroxytryptamine in gastrointestinal endocrine cells». Gastroenterology 97 (1): 48-57. PMID 2721879.
- Tatemoto K, Nakano I, Makk G, et al. (1989). «Isolation and primary structure of human peptide YY». Biochem. Biophys. Res. Commun. 157 (2): 713-7. PMID 3202875. doi:10.1016/S0006-291X(88)80308-5.
- Lukinius AI, Ericsson JL, Lundqvist MK, Wilander EM (1986). «Ultrastructural localization of serotonin and polypeptide YY (PYY) in endocrine cells of the human rectum». J. Histochem. Cytochem. 34 (6): 719-26. PMID 3517149. doi:10.1177/34.6.3517149.
- Adrian TE, Ferri GL, Bacarese-Hamilton AJ, et al. (1985). «Human distribution and release of a putative new gut hormone, peptide YY». Gastroenterology 89 (5): 1070-7. PMID 3840109.
- Lundell I, Blomqvist AG, Berglund MM, et al. (1996). «Cloning of a human receptor of the NPY receptor family with high affinity for pancreatic polypeptide and peptide YY». J. Biol. Chem. 270 (49): 29123-8. PMID 7493937. doi:10.1074/jbc.270.49.29123.
- Bard JA, Walker MW, Branchek TA, Weinshank RL (1995). «Cloning and functional expression of a human Y4 subtype receptor for pancreatic polypeptide, neuropeptide Y, and peptide YY». J. Biol. Chem. 270 (45): 26762-5. PMID 7592911. doi:10.1074/jbc.270.45.26762.
- Hort Y, Baker E, Sutherland GR, et al. (1995). «Gene duplication of the human peptide YY gene (PYY) generated the pancreatic polypeptide gene (PPY) on chromosome 17q21.1». Genomics 26 (1): 77-83. PMID 7782089. doi:10.1016/0888-7543(95)80085-Z.
- Kohri K, Nata K, Yonekura H, et al. (1993). «Cloning and structural determination of human peptide YY cDNA and gene». Biochim. Biophys. Acta 1173 (3): 345-9. PMID 8318545.
- Batterham RL, Heffron H, Kapoor S, Chivers J, Chandarana K, Herzog H, Le Roux CW, Thomas EL, Bell JD, Withers DJ (2006). «Critical role for peptide YY in protein-mediated satiation and body-weight regulation». Cell Metabolism 4 (3): 223-233. PMID 16950139. doi:10.1016/j.cmet.2006.08.001.

- Datos: Q290293